# آزار جنسی (اداره)
«آزار جنسی» دومین قسمت از فصل دوم مجموعه تلویزیونی کمدی آمریکایی اداره و در کل هشتمین قسمت مجموعه است. این قسمت توسط بی جی نواک نوشته شده و کن کواپیس آن را کارگردانی کرده‌است. این قسمت برای نخستین بار در تاریخ ۲۷ سپتامبر ۲۰۰۵ در ایالات متحده آمریکا از شبکه ان‌بی‌سی پخش شد. «آزار جنسی» شخصیت تاد پکر با بازی دیوید کوچنر را معرفی کرد که چندین بار دیگر در مجموعه حضور دارد.
این مجموعه زندگی روزمره کارمندان اداره‌ای در اسکرانتون، پنسیلوانیا در شرکت ساختگی داندر میفلین را به تصویر می‌کشد. در این قسمت، مایکل اسکات (استیو کارل) نگران می‌شود که آیا داندر میفلین او را در برنامه آموزشی آزار جنسی قرار داده‌است یا نه. در همین حال، پم بیزلی (جنا فیشر) مشتاقانه منتظر آمدن مادرش است و دوست نفرت‌انگیز مایکل، تاد پکر (دیوید کوچنر) روزش را در اداره می‌گذراند.
نواک در سمینار آزار و اذیت جنسی که توسط ان‌بی‌سی برگزار شده بود شرکت کرد و ایده نوشتن فیلمنامه این قسمت را از آن جا گرفت. شوخی‌ها و تجربیات شخصی زیادی در مورد آزار جنسی به فیلمنامه افزوده شد. این قسمت با هشدار داشتن صحنه‌ها و محتوای بزرگسالانه پخش شد که معمولاً برای یک مجموعه تلویزیونی کمدی نادر است. نواک گفت که با ان‌بی‌سی برای اجازه پخش کردن واژه "Boner" جنگید. یکی از ایستگاه‌ها به دلیل فحش‌دادن از پخش این قسمت خودداری کرد. «آزار جنسی» نقدهای مثبتی از سوی منتقدان تلویزیونی دریافت کرد. این قسمت توسط ۷٬۱۳ میلیون بیننده دیده شد.

## داستان
تاد پکر (دیوید کوچنر) «بهترین دوست همیشگی» مایکل اسکات (استیو کارل) به کارکنان دربارهٔ شایعات خام دربارهٔ یک رسوایی مدیریت ارشد توهین می‌کند. توبی فلندرسون (پل لیبرشتاین) به مایکل اطلاع می‌دهد که او سیاست‌های آزار جنسی شرکت را بررسی خواهد کرد، زیرا مدیر مالی شرکت پس از ادعاهایی که توسط منشی او مطرح شد، استعفا داد. نگرانی مایکل زمانی که فکر می‌کند این ماجرا بر محیط آرام اداره تأثیر می‌گذارد افزایش می‌یابد و هنگامی که می‌فهمد شرکت یک وکیل برای صحبت کردن با او فرستاده بسیار خشمگین می‌شود. مایکل و کارکنان انبار ویدئوی آزار و اذیت جنسی را مسخره می‌کنند، اما وقتی جن لوینسون (ملورا هاردین) و وکیل به شرکت می‌آیند مسخره کردن آن‌ها پایان می‌باید.
در حالی که مایکل به‌طور خشمگینانه اعلام می‌کند که دیگر با کارمندان دوست نیست و دیگر جوکی نخواهد گفت، جیم هالپرت (جان کرازینسکی) مایکل را به شکستن قول خود و جوک گفتن تحریک می‌کند. ناگهان طرز برخورد و نگرش مایکل هنگامی که می‌فهمد در دردسر نیست و وکیل برای حفاظت از او آمده‌است تغییر می‌کند.

## تولید

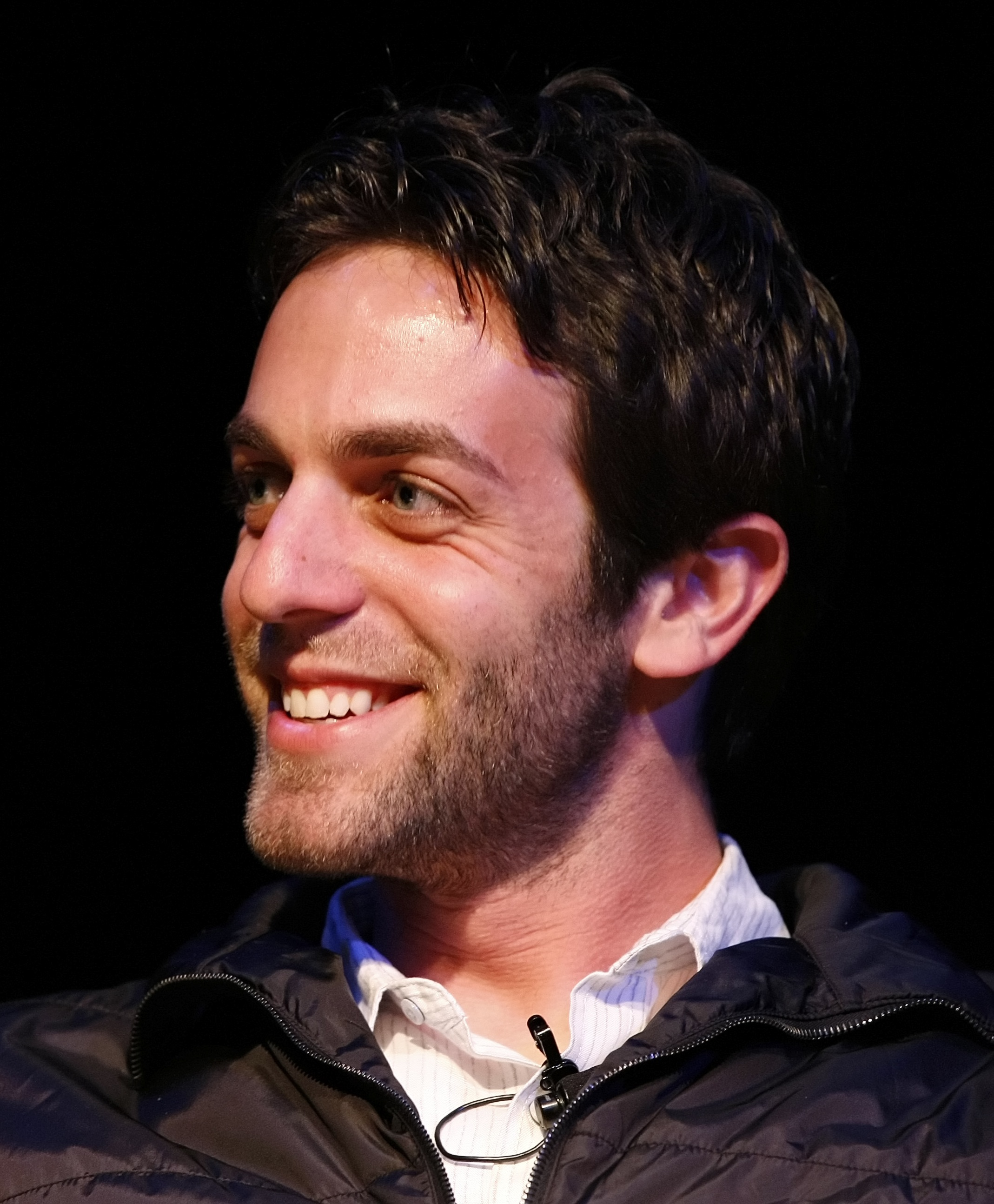
نویسنده قسمت، بی جی نواک.

«آزار جنسی» توسط بی جی نواک نوشته شد که در مجموعه نقش رایان هوارد را بازی می‌کند. این قسمت سومین تجربه کارگردانی کن کواپیس در مجموعه بود. کواپیس پیش‌تر قسمت‌های «پایلوت» و «روز تنوع» را کارگردانی کرده بود. این قسمت از سمینار آزار جنسی ان‌بی‌سی الهام گرفته بود که گروه بازیگران و تولیدکنندگان باید پیش از آغاز مجموعه در آن شرکت می‌کردند. جینا فیشر و آنجلا کینزی که هردو پیش از فیلمبرداری اداره در محیط‌های اداره‌ای فعالیت داشتند، اشاره کردند که در روزهای سمینار آزار جنسی توسط دیگران به عنوان جوک مورد آزار قرار می‌گرفتند. این تجربه به فیلمنامه این قسمت افزوده شد.
هنگامی که قرار بود بازیگر تاد پکر گزیده شود، نخستین گزینه گروه دیوید کوچنر بود که در کنار کرل در فیلم کمدی گوینده: افسانه ران برگندی در سال ۲۰۰۴ بازی کرده بود. تولید این قسمت به تأخیر افتاد تا کوچنر برای آن تکه تضمین شود. نواک خاطرنشان کرد که کوشنر یکی از اندک بازیگرانی بود که «به اندازه کافی استعداد داشت تا استیو کرل را در صحنه فیلمبرداری در هم بشکند»، شاهکاری که به گفته او «ارزش» تاخیرها را داشت.